# Carlos Alberto Gomes de Oliveira
Carlos Alberto Gomes de Oliveira, ou apenas Carlos Alberto Oliveira, (Limoeiro, 25 de setembro de 1941 – Jaboatão dos Guararapes, 29 de agosto de 2011) foi um advogado, dirigente esportivo e político brasileiro, outrora deputado federal por Pernambuco.

## Dados biográficos
Filho de José Gomes de Oliveira e Elaine Arruda Gomes. Advogado formado pela Universidade Federal de Pernambuco em 1964, trabalhou como oficial-de-gabinete da Secretaria de Educação de Pernambuco e assessor técnico de administração da Secretaria de Segurança Pública antes de eleger-se deputado federal via ARENA em 1966, 1970 e 1974. Secretário de Justiça nos primeiros meses do governo Moura Cavalcanti, figurou como o quarto suplente de seu partido em 1978.
Assessor de Ibrahim Abi-Ackel no Ministério da Justiça, tornou-se procurador do estado de Pernambuco em 1980, cargo que exerceu até 1997, quando aposentou-se. Em 1983 assumiu o cargo de presidente do Instituto de Previdência dos Servidores do Estado de Pernambuco (IPSEP) no governo Roberto Magalhães, foi candidato a primeiro suplente de senador na chapa do referido político pelo PFL em 1986, não obtendo sucesso. No ano seguinte assumiu a presidência do diretório estadual do PDC.
Vice-presidente da Confederação Brasileira de Futebol entre 1991 e 1995, assumiu a presidência da Federação Pernambucana de Futebol em 1995 como sucessor do irmão, exercendo-a até 2011, quando faleceu.